# Platypalpus discifer
Platypalpus discifer är en tvåvingeart som beskrevs av Friedrich Hermann Loew 1863. Platypalpus discifer ingår i släktet Platypalpus och familjen puckeldansflugor. Inga underarter finns listade i Catalogue of Life.